# Roy Ayers
Roy Ayers (Los Angeles, 10 de setembro de 1940 – Nova Iorque, 4 de março de 2025) foi um compositor de funk, soul e jazz, e tocador de vibrafone. Ayers começou sua carreira como um jazzista, lançando diversos álbuns com a Arista Records antes de se mudar para Polydor Records, durante o qual ele progrediu um novo estilo de R&B, lentamente moldando o novo gênero Disco.

## Discografia
- West Coast Vibes (United Artists) – 1963
- Virgo Vibes (Atlantic) – 1967
- Daddy Bug & Friends (Atlantic) – 1967
- Stoned Soul Picnic (32 Jazz) – 1968
- Daddy’s Back (Atco) – 1969
- He’s Coming (Polydor) – 1971
- Ubiquity (Polydor) – 1971
- Live At The Montreux Jazz Festival (Verve) – 1972
- Red, Black And Green (Polydor) – 1973
- Coffy (Polydor) - 1973
- Virgo Red (Polydor) – 1973
- Change Up The Groove (Polydor) – 1974
- A Tear To A Smile (Polydor) – 1975
- Mystic Voyage (Polydor) – 1975
- Everybody Loves the Sunshine (Polydor) - 1976
- Vibrations (Polydor) – 1976
- Crystal Reflections (Muse) – 1977
- Lifeline (Polydor) – 1977
- Let’s Do It (Polydor) – 1978
- Step Into Our Life (Polydor) – 1978
- You Send Me (Polydor) – 1978
- Fever (Polydor) – 1979
- Love Fantasy (Polydor) – 1980
- No Stranger To Love (Polydor) – 1980
- Prime Time (Polydor) – 1980
- Music Of Many Colors (With Fela Kuti) (Celluloid) – 1980
- Africa, Center Of The World (Polydor) – 1981
- Feelin’ Good (Polydor) – 1981
- In The Dark (Columbia) – 1984
- Goree Island – 1984
- In the Dark – 1984
- Poo PooLa La – 1984
- You Might Be Surprised (Columbia) – 1985
- I’m The One (For Your Love Tonight) (Columbia) – 1987
- Searchin’ (Live) (Ronnie Scott's Jazz House) – 1991
- Drive (Ichiban) – 1992
- Wake Up (Ichiban) – 1992
- Double Trouble (With Rick James) (Uno Melodic) – 1992
- Good Vibrations (Live) (Ronnie Scott's Jazz House) – 1993
- Fast Money (Live At Ronnie Scott’s) (Castle) – 1994
- Vibesman (Live At Ronnie Scott’s) (Music Club) – 1995
- Nasté (Groovetown) – 1995
- Hot (Live At Ronnie Scott’s) (Ronnie Scott's Jazz House) – 1996
- Spoken Word (AFI) – 1998
- Lots Of Love (Charly) – 1998
- Juice (Charly) – 1999
- Live At Ronnie Scott’s (DVD Audio) (Castle) – 2001
- For Café Après-midi (Universal Japan) – 2002
- Virgin Ubiquity: Unreleased Recordings 1976-1981 (Rapster) – 2004
- Mahogany Vibe (Rapster) – 2004
- Virgin Ubiquity II: Unreleased Recordings 1976-1981 (Rapster) – 2005
- Virgin Ubiquity Remixed (Rapster) – 2006
- Perfection (Aim) – 2006

## Morte
Ayers morreu em 4 de março de 2025 na cidade de Nova Iorque, aos 84 anos, após sofrer de uma longa doença.